# 1987년 독일 연방의회 선거
1987년 서독 총선거(독일어: Bundestagswahl 1987 분데스탁스바흘 노인첸지벤운트아흐칙[*])는 총 519석의 의원들을 선출하기 위해 1987년 1월 25일에 실시되었다. 기민련과 사민당 양당의 의석이 줄었으며 독일 녹색당이 전국정당으로써 부상하게 된다. 사민당 의장인 요하네스 라우는 선거 참패에 책임지고 당수자리에서 물러났으며, 헬무트 콜이 재선에 성공했다. 이후 요하네스 라우는 독일 대통령이 당선되었다.
선거 직전에 일어난 체르노빌 원자력 발전소 사고로 인해 환경주의 운동이 부흥했는데, 이것의 영향으로 독일 녹색당은 의석을 크게 늘리게 된다. 프라이부르크와 함부르크, 베를린 등 대도시에서는 2자릿수 득표율까지 달성한다.